# Ogrody Cișmigiu

Jezioro w Ogrodach Cișmigiu

Ogrody Cișmigiu – publiczny park w centrum Bukaresztu, w Rumunii, najstarszy i największy (17 ha) park w mieście. Główne wejścia znajdują się przy Pałacu Crețulescu oraz przy Bulwarze Elżbiety (Bulvardul Elisabetei).
Park został założony w roku 1847 na obszarze przyznanym miastu dwa lata wcześniej przez tureckiego inspektora wodnego. Cișmigiu zaprojektowany został przez niemieckiego architekta Carla Friedricha Wilhelma Meyera w stylu podobnym do tworzonych w tym samym czasie przez Fredericka Olmsteda parków i ogrodów w Stanach Zjednoczonych. Słowo cișmigiu pochodzi z języka tureckiego i oznacza osobę odpowiedzialną za budowę i utrzymanie fontann (cișmea).